# Crucianella schischkinii
Crucianella schischkinii är en måreväxtart som beskrevs av Igor Alexandrovich Linczevski. Crucianella schischkinii ingår i släktet Crucianella och familjen måreväxter. Inga underarter finns listade i Catalogue of Life.